# Догана (захід адміністративного впливу)
Догана (та сувора догана) — це захід впливу на неповнолітніх. Під доганою розуміють заходи морально-психологічного впливу, які застосовуються до неповнолітніх правопорушників, якщо вони систематично порушують встановлені правила поведінки, скоюють правопорушення, які свідчать про формування антисуспільної установки. Догана або сувора догана є жорстокішими заходами стягнення, ніж попередження неповнолітнього. Догана (сувора догана), як і інші заходи впливу, має особистісний та немайновий характер. Вона супроводжується офіційним, від імені держави, засудженням неповнолітнього правопорушника та скоєного ним діяння. Такий моральний осуд має на меті спонукати неповнолітнього до правомірної поведінки.
Постанова судді про оголошення догани або суворої догани є чинною протягом одного року. Захід впливу вважається погашеним, якщо протягом цього року неповнолітній не скоїть нового правопорушення. Суддя також може раніше цього терміну скасувати його, якщо поведінка неповнолітнього буде зразковою.